# Jaroslav Soukup
Jaroslav Soukup (nascut el 19 de novembre de 1946) és un director de cinema txec. Després de graduar-se a l'Escola de Cinema i Televisió de l'Acadèmia d'Arts Escèniques de Praga va fer el seu debut com a director a la pel·lícula de 1976 Boty plné vody.

## Filmografia[calcitació]
- Konečná (1970 – pel·lícula d'estudiant)
- Temná brána noci (1971 – pel·lícula d'estudiant)
- Boty plné vody (1976 – povídka Zimní vítr)
- Drsná planina (1979)
- Romaneto (1980)
- Dostih (1981)
- Vítr v kapse (1982)
- Záchvěv strachu (1983)
- Láska z pasáže (1984)
- Pěsti ve tmě (1986)
- Discopříběh (1987)
- Kamarád do deště (1988)
- Divoká srdce (1989)
- Discopříběh 2 (1991)
- Kamarád do deště II – Příběh z Brooklynu
- Svatba upírů (1993)
- Byl jednou jeden polda (1995)
- Byl jednou jeden polda II. – major Maisner opět zasahuje! (1997)
- Byl jednou jeden polda III. – major Maixner a tančící drak (1999)
- Jak ukrást Dagmaru (2001)
- Policie Modrava (2008)- episodi pilot de sèrie de televisió
- Policie Modrava (2013/2014)- 15 episodis
- Policie Modrava (2016)- 8 episodis